# جابرة (مكيراس)

تعديل مصدري - تعديل

جابرة هي إحدى قرى عزلة مكيراس بمديرية مكيراس التابعة لمحافظة البيضاء، بلغ تعداد سكانها 37 نسمة حسب تعداد اليمن لعام 2004.